# Iași Open 2023
Lo Iași Open 2023 è un torneo maschile e femminile di tennis professionistico giocato sulla terra rossa. Il torneo maschile ha preso il nome sponsorizzato Concord Iași Open 2023 e fa parte della categoria Challenger 100 nell'ambito dell'ATP Challenger Tour 2023. Il torneo femminile ha preso da un altro sponsor il nome BCR Iași Open 2023 e fa parte della categoria WTA 125 nell'ambito del WTA Tour 2023. Entrambi si giocano al Baza Sportivă Ciric di Iași, in Romania. Il torneo maschile si gioca dal 10 al 16 luglio 2023 mentre quello femminile si giocherà sugli stessi campi dal 17 al 23 luglio 2023.

## Partecipanti ATP singolare

### Teste di serie
| Nazionalità | Giocatore               | Ranking* | Testa di serie |
| ----------- | ----------------------- | -------- | -------------- |
| Spagna      | Bernabé Zapata Miralles | 53       | 1              |
| Moldavia    | Radu Albot              | 107      | 2              |
| Rep. Ceca   | Tomáš Macháč            | 108      | 3              |
| Ungheria    | Zsombor Piros           | 113      | 4              |
| Cile        | Cristian Garín          | 124      | 5              |
| Francia     | Hugo Gaston             | 137      | 6              |
| Francia     | Enzo Couacaud           | 158      | 7              |
| Rep. Ceca   | Zdeněk Kolář            | 173      | 8              |

* Ranking al 3 luglio 2023.

### Altri partecipanti
I seguenti giocatori hanno ricevuto una wild card per il tabellone principale:
- Cezar Crețu
- Filip Cristian Jianu
- Bernabé Zapata Miralles

Il seguente giocatore è entrato in tabellone con il ranking protetto:
- Pablo Cuevas

I seguenti giocatori sono entrati in tabellone come alternate:
- Steven Diez
- Valentin Vacherot
- Miljan Zekić

I seguenti giocatori sono passati dalle qualificazioni:
- Kyrian Jacquet
- Juan Bautista Otegui
- Sebastian Gima
- Kalin Ivanovski
- Àlex Martí Pujolràs
- Andrey Chepelev

Il seguente giocatore è entrato in tabellone come lucky loser:
- Michael Vrbenský

## Partecipanti WTA singolare

### Teste di serie
| Nazionalità         | Giocatrice         | Ranking* | Testa di serie |
| ------------------- | ------------------ | -------- | -------------- |
| Romania             | Irina-Camelia Begu | 30       | 1              |
| Romania             | Ana Bogdan         | 57       | 2              |
| Ungheria (bandiera) | Panna Udvardy      | 83       | 3              |
| Montenegro          | Danka Kovinić      | 90       | 4              |
| Svizzera            | Simona Waltert     | 116      | 5              |
| Svizzera            | Jil Teichmann      | 121      | 6              |
| Brasile             | Laura Pigossi      | 134      | 7              |
| Slovenia            | Tamara Zidanšek    | 145      | 8              |

* Ranking al 3 luglio 2023.

### Altre partecipanti
Le seguenti giocatrici hanno ricevuto una wildcard per il tabellone principale:
- Ilinca Amariei
- Irina-Camelia Begu
- Krystina Dzmitruk
- Andreea Prisăcariu
- Anca Todoni

Le seguenti giocatrici sono passate dalle qualificazioni:
- Veronika Erjavec
- İpek Öz
- Anastasija Tichonova
- Ekaterina Jašina

Le seguenti giocatrici sono entrate in tabellone come lucky loser:
- Oana Gavrilă
- Conny Perrin

### Ritiri
Prima del torneo
- Ylena In-Albon → sostituita da  Conny Perrin
- Krystina Dzmitruk → sostituita da  Oana Gavrilă

## Partecipanti doppio WTA

### Teste di serie
| Nazione | Giocatrice   | Nazione   | Giocatrice          | Ranking* | Testa di serie |
| ------- | ------------ | --------- | ------------------- | -------- | -------------- |
| Romania | Irina Bara   | Romania   | Monica Niculescu    | 194      | 1              |
| Romania | Oana Gavrilă | Australia | Olivia Tjandramulia | 262      | 2              |

- Ranking al 3 luglio 2023.

### Altre partecipanti
La seguente coppia di giocatrici ha ricevuto una wild card per il tabellone principale:
- Ilinca Amariei /  Anca Todoni

## Punti e montepremi

### Torneo maschile
| Torneo    | Torneo              | V      | F     | SF    | QF    | 2T    | 1T    | Q | Q2  | Q1  |
| Singolare | Punti               | 100    | 60    | 36    | 20    | 9     | 0     | 5 | 2   | 0   |
| Singolare | Premi in denaro (€) | 16,020 | 9,415 | 5,555 | 3,240 | 1,900 | 1,160 | – | 580 | 290 |
| Doppio    | Punti               | 100    | 60    | 36    | 20    | –     | 0     | – | –   | –   |
| Doppio    | Premi in denaro (€) | 6,845  | 4,050 | 2,400 | 1,420 | –     | 800   | – | –   | –   |

## Campioni

### Singolare maschile
Hugo Gaston ha sconfitto in finale  Bernabé Zapata Miralles con il punteggio di 3–6, 6–0, 6–4.

### Singolare femminile
Ana Bogdan ha sconfitto in finale  Irina-Camelia Begu con il punteggio di 6-2, 6-3.

### Doppio maschile
Nicolás Barrientos /  Aisam-ul-Haq Qureshi hanno sconfitto in finale  Gabi Adrian Boitan /  Bogdan Pavel con il punteggio di 6–3, 6–3.

### Doppio femminile
Veronika Erjavec /  Dalila Jakupović hanno sconfitto in finale  Irina Bara /  Monica Niculescu con il punteggio di 6-4, 6-4.